# PGC 1443382
LEDA/PGC 1443382 ist eine Galaxie mit aktivem Galaxienkern im Sternbild
Andromeda am Nordsternhimmel. Sie ist schätzungsweise 523 Millionen Lichtjahre von der Milchstraße entfernt und hat einen Durchmesser von etwa 65.000 Lichtjahren. Vom Sonnensystem aus entfernt sich das Objekt mit einer errechneten Radialgeschwindigkeit von näherungsweise 11.600 Kilometern pro Sekunde.
Im selben Himmelsareal befinden sich unter anderem die Galaxien PGC 3348, PGC 3355, PGC 1439632, PGC 1443623.